# Luca Marrone
Luca Marrone (* 28. März 1990 in Turin) ist ein italienischer Fußballspieler. Er ist Mittelfeldspieler und steht aktuell beim italienischen Drittligisten Calcio Lecco unter Vertrag.

## Karriere

### Im Verein
Luca Marrone begann seine Karriere in der Jugendabteilung von Juventus Turin, die er bis zur Primavera durchlief. Sein Debüt in der Profimannschaft absolvierte er am 23. August 2009 am ersten Spieltag der Serie A-Saison 2009/10. Er wurde von Trainer Ciro Ferrara beim 1:0-Heimsieg im Olympiastadion gegen Chievo Verona in der 74. Minute für Tiago eingewechselt und sah nach wenigen Minuten die erste Gelbe Karte seiner Profilaufbahn.
Am 1. Juli 2010 wechselte er zusammen mit Ciro Immobile auf Leihbasis zur AC Siena, im Gegenzug erhielt Juventus die drei Leihspieler Leonardo Spinazzola, Marcel Büchel und Niccolò Giannetti.
Zur Saison 2013/14 wurde Marrones inklusive 50 Prozent seiner Transferrechten an die US Sassuolo Calcio transferiert. Nachdem Sassuolo den Klassenerhalt geschafft hatte, kehrte Marrone zur Spielzeit 2014/15 zu Juve zurück, dies ließ sich Juventus 5 Millionen Euro kosten.
Nach einer Saison ohne Einsatz für Juve verließ Marrone den Verein erneut auf Leihbasis und schloss sich dem FC Carpi an, für den er ab der Spielzeit 2015/16 auflief. Nach einem halben Jahr wurde die Leihe jedoch beendet und Marrone absolvierte die Rückrunde für Hellas Verona.
Im Sommer 2016 wurde er an den belgischen Verein SV Zulte Waregem verliehen. Im Sommer 2017 folgte eine weitere Leihe für ein Jahr zum FC Bari 1908, um in der darauffolgenden Saison erneut auf Leihbasis für Hellas Verona zu spielen.
Im Sommer 2019 verpflichtete ihn Hellas Verona, verlieh ihn für die Saison 2019/20 jedoch umgehend an den FC Crotone. Marrone erreichte in dieser Saison mit Crotone den Aufstieg in die Serie A und wechselte von Hellas Verona im September 2020 fest zum FC Crotone. Nach einem weiteren Jahr im Verein verließ er diesen im Sommer 2021 und wechselte zur AC Monza.
Im Sommer 2023 wechselte Marrone zu Calcio Lecco, welche gerade in die zweitklassige Serie B ausgestiegen waren. Bereits nach einem halben Jahr verließ er Lecco wieder und wechselte leihweise mit Kaufoption zur US Cremonese. Cremonese zog die Kaufoption nicht, und Marrone kehrte nach der Leihe zum inzwischen in die Serie C abgestiegenen Calcio Lecco zurück.

### In der Nationalmannschaft
Mit der italienischen U-17-Nationalmannschaft nahm Marrone an der Qualifikation zur U-17-Fußball-Europameisterschaft 2007 teil. Im Jahr 2007 spielte er mit der italienischen U-19-Nationalmannschaft gegen Kroatien ein Qualifikationsspiel für die U-19-EM 2008. Sein Debüt in der italienischen U-21-Auswahl gab Marrone am 13. November 2009 unter Pierluigi Casiraghi gegen Ungarn. Im Juni 2013 wurde er mit der von Devis Mangia trainierten Mannschaft bei der Europameisterschaft in Israel Zweiter, nachdem man das Finale gegen Spanien mit 2:4 verloren hatte.

## Erfolge
- Campionato Allievi Nazionali: 2005/06
- Supercoppa Italiana Primavera: 2007
- Torneo di Viareggio: 2009, 2010
- Italienischer Meister: 2011/12, 2012/13, 2014/15
- Italienischer Supercupsieger: 2012, 2013
- U-21-Vize-Europameister: 2013
- Italienischer Pokalsieger: 2014/15